# Tesri
Tesri (2005) è un album della cantautrice tedesca Barbara Morgenstern e del musicista tedesco Robert Lippok.

## Tracce
1. Please Wake Me For Meals
2. Kaitusburi
3. Ginza
4. White Wise Rabbit
5. Sommer
6. Ein Knoten Aus Schwarz
7. Gammelpop
8. Otuskimi
9. If The Day Remains Unspoken For
10. Geisterjaeger
11. Ein Maedchen Namens Stalin
12. Winter